# Vietodiaptomus blachei
Vietodiaptomus blachei is een eenoogkreeftjessoort uit de familie van de Diaptomidae. De wetenschappelijke naam van de soort is voor het eerst geldig gepubliceerd in 1951 door Brehm.